# Christian Weiß (Politiker, 1882)
Christian Weiß (* 21. März 1882 in Augsburg; † 13. September 1930 in St. Moritz) war ein deutscher Jurist und Politiker. Er war von 1920 bis 1930 Oberbürgermeister der Stadt Ludwigshafen am Rhein.

## Leben
Weiß studierte Rechtswissenschaft und Volkswirtschaftslehre in München. Er war seit dem Wintersemester 1900/01 Mitglied der musischen Studentenverbindung Akademischer Gesangverein München im SV. Er wurde zum Dr. iur. und zum Dr. phil. promoviert.
Ab 1908 war er im bayerischen Justizministerium und bei der Eisenbahndirektion München tätig. 1910 wurde er Ratsassessor und 1913 Rechtsrat und berufsmäßiger Stadtrat in Nürnberg.